# Kriminalfilm
Der Kriminalfilm, kurz auch Krimi, ist ein übergeordnetes Filmgenre mit einer Vielzahl von Subgenres, deren Gemeinsamkeit in der zentralen Rolle eines Verbrechens liegt. Charakteristisch sind Täter (Gangsterfilm), Privatermittler (Detektivfilm), Polizei (Polizeifilm) oder Justiz (Gerichtsfilm) als Identifikationsfiguren bzw. die Tat an sich als Handlungsmittelpunkt. Neben dem Fokus auf die Figurenkonstellation lassen sich Kriminalfilme hinsichtlich der Art und Weise ihrer Inszenierung kategorisieren, etwa pessimistisch (Film noir), parodistisch (Kriminalkomödie) oder mitreißend (Thriller). Ein wiederkehrendes Element des Kriminalfilms ist das Konzept des Whodunit (deutsch: „Wer ist es gewesen?“).

## Untergattungen

### Polizeifilm
Im Mittelpunkt des Polizeifilms steht die Arbeit der Polizei und die Verfolgung der Täter. Als Protagonisten tauchen einzelne oder mehrere Ermittler auf. Eine große Zahl von Polizeifilmen entstand ab der Mitte der 1940er Jahre in den USA. Diese Filme gaben eine Authentizität der gezeigten Fälle und der Polizeiarbeit vor und sind dem Genre des Film noir zuzuordnen. So begannen sie zumeist mit einem Einleitungstext, der die folgende Handlung als Wiedergabe einer tatsächlichen Ermittlung ausgab.
In einigen Filmen vermischen sich das Polizei- und das Gangsterthema stärker als in reinen Polizeifilmen. Hier spielen Korruption und Fehler im Polizei- und Justizapparat eine übergeordnete Rolle. Übergänge etwa zum Gefängnisfilm und im Einzelfall auch zum politischen Film sind fließend.
Eine Unterform des Polizeifilms ist der Detektivfilm, in dem die ermittelnden Personen in der Regel Detektive sind und keine Polizisten. Eine Unterart des Polizeifilms ist das Poliziottesco aus Italien, das sich in der Zeit zwischen 1968 und 1982 vorwiegend mit der italienischen Polizei und der Mafia beschäftigt.
Filmbeispiele:
- 1967: In der Hitze der Nacht (In the Heat of the Night)
- 1971: Brennpunkt Brooklyn (The French Connection)
- 1971: Dirty Harry
- 1973: Serpico
- 1987: The Untouchables – Die Unbestechlichen (The Untouchables)
- 1995: Heat

### Gangsterfilm

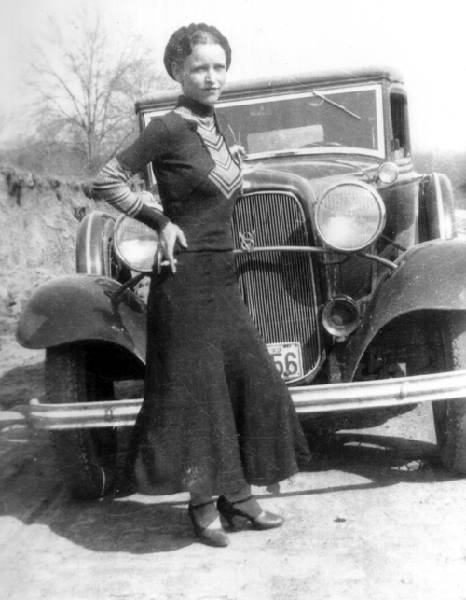
Bonnie Parker diente als Vorlage zum Film Bonnie und Clyde (1967)

Kennzeichnend für den Gangsterfilm ist die Schilderung von illegalen Aktivitäten, wobei der soziale und/oder psychische Werdegang der Verbrecher, oft im Zusammenhang mit ganzen Verbrecherorganisationen, im Mittelpunkt steht. Der Gangsterfilm hatte seine Blütezeit in den 1930er Jahren in den USA und entwickelte sich seitdem in verschiedene Richtungen.
Das Genre des Gangsterfilms ist ein weites Feld, in dem der so genannte classic circle, der die Filme Der kleine Caesar, Der öffentliche Feind und Scarface beinhaltet, jedoch als Kernelement verstanden wird. Darin wurden eine Reihe von thematischen, ikonographischen und ideologischen Standards gesetzt, die für sich bereits als „Genremerkmale“ verstanden werden könnten. Um die über 75-jährige Geschichte des Gangsterfilms aber voll erfassen zu können, dürfen diese Standards nur noch als Referenzpunkt gesehen werden, von dem aus zahlreiche Variationen entstanden sind.
Als Untergenres des Gangsterfilms werden häufig der Heist-Movie und der Serienkillerfilm angesehen.
Filmbeispiele:
- 1967: Bonnie und Clyde (Bonnie and Clyde)
- 1972: Der Pate (The Godfather)
- 1984: Es war einmal in Amerika (Once Upon a Time in America)
- 1994: Pulp Fiction
- 1995: Casino
- 2001: Heist – Der letzte Coup (Heist)

### Gerichtsfilm
Der Gerichtsfilm beschäftigt sich mit der juristischen Auseinandersetzung mit einem zuvor begangenen Verbrechen. Nicht selten ist das Verbrechen an sich auch Bestandteil der Handlung. Das gerichtliche Prozedere wird zum Rahmen für den Handlungsverlauf, der beispielsweise mit einem urteilenden Richterspruch enden kann. Auch das Verbrechen selbst und die Verbrechensaufklärung ist, insbesondere in den Fernsehserien des Subgenres, Teil der Handlung.
In der neueren Zeit gibt es zunehmend Filme, in denen die begleitende Wissenschaft, allen voran die Pathologie und Psychologie, den Schwerpunkt bilden. In den 2000er Jahren rückten mit Serien wie CSI vermehrt auch Themen wie Spurensicherung und Forensik/Kriminaltechnische Untersuchung in den Mittelpunkt.
Filmbeispiele:
- 1928: Die Passion der Jungfrau von Orléans (La Passion de Jeanne d’Arc)
- 1957: Die zwölf Geschworenen (12 Angry Men)
- 1958: Zeugin der Anklage (Witness for the Prosecution)
- 1959: Wer den Wind sät (Inherit the Wind)
- 1959: Anatomie eines Mordes (Anatomy of a Murder)
- 1997: Der Regenmacher (The Rainmaker)

### Gefängnisfilm
Der Gefängnisfilm war ursprünglich ein reines Subgenre des klassischen Gangsterfilms. Seit den 1970er-Jahren nimmt der Gefängnisfilm zunehmend Aspekte anderer Genres auf, etwa des Actionfilms, des Abenteuerfilms oder des Sportfilms. Das Gefängnis ist als Handlungsort meistens Ausdruck eines Wandels in der Geschichte der Protagonisten: entweder ein Ort der Läuterung oder einer Fortführung der kriminellen Karriere unter den veränderten Bedingungen einer Haftanstalt. Maßgeblich für die handlungsprägende Gefängnissituation sind die Zwangsbedingungen der Haft: Isolation, fehlende Selbstbestimmung und Entmenschlichung.
Filmbeispiele:
- 1960: Das Loch
- 1973: Papillon
- 1979: Flucht von Alcatraz (Escape from Alcatraz)
- 1980: Brubaker
- 1994: Die Verurteilten (The Shawshank Redemption)
- 1999: The Green Mile

### Thriller
Beim Thriller (von engl. to thrill „mitreißen, fesseln“) stehen statt des Rätsels um den gesuchten Täter die potentielle Gefährdung des Helden und damit einhergehende Spannungsmomente im Mittelpunkt.
Im Gegensatz zur klassischen Detektivgeschichte wird der Ermittler im Thriller häufig zum Ziel des Täters. Stellt er im Detektivroman eher eine unantastbare Person dar, muss er im Thriller um sein Leben fürchten und sich nicht selten körperlich gegen seine Widersacher durchsetzen. Es wird zusätzliche Spannung erzeugt. Der Thriller wird dementsprechend weit mehr von Action- und Horror-Elementen des Filmgenres geprägt als der klassische Detektivroman. Ein Happy End ist nicht mehr garantiert.
Das Genre des Thrillers unterteilt sich wiederum in zahlreiche Subgenres (u. a. Justizthriller, Politthriller, Psychothriller und Erotikthriller).
Filmbeispiele:
- 1944: Das Haus der Lady Alquist (Gaslight)
- 1961: Ein Toter spielt Klavier (Taste of Fear)
- 1964: Wiegenlied für eine Leiche (Hush… Hush, Sweet Charlotte)
- 1973: Die Nacht der tausend Augen (Night Watch)
- 1992: Basic Instinct (Basic Instinct)
- 2010: Der Ghostwriter (The Ghost Writer)

### Spionagefilm
Der Spionagefilm ist ein auch dem Kriminalfilm zugeordnetes, beinahe eigenständiges Subgenre, das sich mit der Arbeit von Spionen und Geheimagenten beschäftigt.
Filmbeispiele:
- 1927: Spione
- 1935: Die 39 Stufen (The 39 Steps)
- 1962: James Bond jagt Dr. No (Dr. No)
- 1975: Die drei Tage des Condor (Three Days of the Condor)
- 1990: Das Rußland-Haus (The Russia House)
- 2001: Enigma – Das Geheimnis (Enigma)

### Film noir
Mit Film noir (französisch für „schwarzer Film“) wird das Filmgenre oder – je nach Sichtweise – eine Stilrichtung des Films bezeichnet, das durch eine pessimistische Weltsicht, düstere Bildgestaltung und entfremdete, verbitterte Charaktere bestimmt wird. Seine klassische Ära hatte der Film noir in den Vereinigten Staaten der 1940er und 1950er Jahre. Wurzelnd in der Zeit des ausgehenden Zweiten Weltkrieges und beeinflusst vom deutschen Expressionismus sowie von der Tradition US-amerikanischer Kriminalliteratur, stellt der Film noir einen Gegensatz zum konventionellen Hollywood-Kino dar.
Filmbeispiele:
- 1941: Die Spur des Falken (The Maltese Falcon)
- 1944: Frau ohne Gewissen (Double Indemnity)
- 1946: Rächer der Unterwelt (The Killers)
- 1958: Im Zeichen des Bösen (Touch of Evil)

### Kriminalkomödie
Die Mischung von humorvollen und dramatischen Elementen ist bereits im Theater seit den Anfängen verbreitet (siehe Tragikomödie). Bei der humoristischen Auflockerung von Kriminalfilmen steht die Kriminalgeschichte im Vordergrund, wird allerdings durch einzelne lustige Aktionen oder Dialoge untermalt oder steht ganz im Zeichen der Parodie.
Filmbeispiele:
- 1955: Ladykillers
- 1969: Die Herren mit der weißen Weste
- 1972: Der große Blonde mit dem schwarzen Schuh (Le grand blond avec une chaussure noire)
- 1973: Der Clou (The Sting)
- 1976: Eine Leiche zum Dessert (Murder by Death)
- 1984: Beverly Hills Cop – Ich lös’ den Fall auf jeden Fall (Beverly Hills Cop)

### Serial-Killer-Film
Der Serial-Killer-Film, auch Serienmörderfilm oder Serienkillerfilm enthält Elemente des (Psycho-)Thrillers, des Polizeifilms oder des Horrorfilms. Er thematisiert die Taten von Serienmördern und kann sowohl aus der Täterperspektive, als auch aus Opfersicht oder dem Blickpunkt der Ermittler erzählen.
Filmbeispiele:
- 1931: M – Eine Stadt sucht einen Mörder (M)
- 1960: Psycho
- 1991: Das Schweigen der Lämmer (The Silence of the Lambs)
- 1995: Sieben (Seven)
- 1995: Copykill (Copycat)
- 1997: … denn zum Küssen sind sie da (Kiss the Girls)
- 2000: American Psycho

### Wirtschaftskrimi
Als Wirtschaftskrimi oder -thriller gelten Kriminalfilme und -fernsehserien, in denen „ein Kapital- oder Wirtschaftsverbrechen im Mittelpunkt steht, die Handlung im ökonomischen Milieu – etwa in einem Konzern – angesiedelt ist oder das Wirtschaftssystem selbst in seinen Auswirkungen und Strukturen als tendenziell verbrecherisch dargestellt wird.“
Wichtige Vertreter des Genres sind die deutsche Fernsehserie Schwarz Rot Gold und die Spielfilme Wall Street, Insider, Silkwood und Michael Clayton.